# デスメチルゾピクロン
デスメチルゾピクロン（英：Desmethylzopiclone）は、SEP-174559としても知られる鎮静・睡眠薬ゾピクロンの活性代謝物である。 

## 薬理学
ほとんど非選択的なベンゾジアゼピン受容体アゴニストである親化合物とは異なり、デスメチルゾピクロンはα3-containingGABA受容体サブタイプのベンゾジアゼピン部位において選択的なパーシャルアゴニストである。また、ニコチン性アセチルコリン受容体およびNMDA型グルタミン酸受容体に対するアンタゴニストでもある。
デスメチルゾピクロンは、α3-containing受容体サブタイプの調節のための選択的親和性により、ゾピクロンの潜在的なanxio-selectiveな代謝物として記載されている。これらのGABAAサブタイプの調節は、ベンゾジアゼピン系の抗不安作用の主要なメディエーターとして関与している。

## 法医学的分析
尿からデスメチルゾピクロンを定量する方法が開発され、ゾピクロン中毒の法医学的分析に有用な可能性がある。